# لامار أودوم
لامار أودوم (بالإنجليزية: Lamar "Crack" Odom)‏ مواليد 6 نوفمبر 1979، هو لاعب كرة سلة أمريكي. يبلغ طوله 6 قدم 10 بوصة (2.1 م).

## فرق لعب لها
- لوس أنجلوس كليبرز
- ميامي هيت
- لوس أنجلوس ليكرز
- دالاس مافيريكس
- لوس أنجلوس كليبرز

## الميداليات
| الميدالية | المسابقة                         |
| --------- | -------------------------------- |
| برونزية   | الألعاب الأولمبية الصيفية 2004   |
| ذهبية     | بطولة كأس العالم لكرة السلة 2010 |

## روابط خارجية
- لامار أودوم على موقع IMDb (الإنجليزية)
- لامار أودوم على موقع ميوزك برينز (الإنجليزية)
- لامار أودوم على موقع إن إن دي بي (الإنجليزية)
- لامار أودوم على موقع قاعدة بيانات الفيلم (الإنجليزية)
- لامار أودوم على موقع الاتحاد الدولي لكرة السلة (الإنجليزية)
- لامار أودوم على موقع الدوري الأوروبي لكرة السلة (الإنجليزية)
- لامار أودوم على موقع إن بي أي (الإنجليزية)
- لامار أودوم على موقع سبورتس رفرنس (الإنجليزية)
- لامار أودوم على موقع الدوري الإسباني لكرة السلة (الإسبانية)
- لامار أودوم على موقع كرة السلة الأوروبية.كوم (الإنجليزية)
- لامار أودوم على موقع كلية كرة السلة في سبورتس رفرنس.كوم (الإنجليزية)
- لامار أودوم على موقع ريلجم (الإنجليزية)
- لامار أودوم على موقع بروبوليرز (الإنجليزية)
- لامار أودوم على موقع سبورتس رفرنس (الإنجليزية)